# Rudolf Maresch (Autor)
Rudolf Maresch (* 1954) ist ein deutscher Publizist.

## Leben
Maresch studierte Philosophie, Soziologie und Pädagogik an der Universität Regensburg. Er ist Autor und Herausgeber zahlreicher Bücher, die sich vor allem mit Medien, Öffentlichkeit und Kultur beschäftigen. Er schreibt für verschiedene Medien wie das Online-Magazin Telepolis.

## Veröffentlichungen (Auswahl)
- Hrsg. gemeinsam mit Niels Werber: Raum – Wissen – Macht, Frankfurt am Main: Suhrkamp 2002, ISBN 3-518-29203-X, (Reihe: Suhrkamp-Taschenbuch Wissenschaft; 1603)
- Hrsg. gemeinsam mit Florian Rötzer: Renaissance der Utopie: Zukunftsfiguren des 21. Jahrhunderts, Frankfurt am Main: Suhrkamp 2004, ISBN 3-518-12360-2.
- Hrsg. gemeinsam mit Niels Werber: Kommunikation, Medien, Macht, Frankfurt am Main: Suhrkamp 1999, ISBN 3-518-29008-8, (Reihe: Suhrkamp-Taschenbuch Wissenschaft; 1408)
- Hrsg. mit Florian Rötzer: Cyberhypes: Möglichkeiten und Grenzen des Internet, Frankfurt am Main: Suhrkamp 2001, ISBN 3-518-12202-9, (Reihe: Edition Suhrkamp; 2202)
- Hrsg.: Zukunft oder Ende: Standpunkte – Analysen – Entwürfe, [München]: Boer 1993, ISBN 3-924963-55-X.